# Financial District (New York)
Het Financial District (vaak afgekort tot: FiDi) is een wijk in Lower Manhattan. De wijk bevindt zich in het zuiden van Manhattan, en grenst aan The Battery in het zuiden, Battery Park City in het westen, TriBeCa in het noordwesten, Civic Center in het noorden en Two Bridges in het noordoosten.
In 1624 werd de hoofdstad van Nieuw-Nederland, Nieuw-Amsterdam in het huidige Financial District opgericht. In het Financial District bevindt zich Wall Street, waar vele banken en (effecten-)beurzen hun hoofdkantoor of een filiaal hebben. In 2022 was de New York Stock Exchange de grootste effectenbeurs ter wereld, met een beurswaarde van 24,5 biljoen euro.

## Geschiedenis

### Nieuw-Amsterdam
Op de plek waar nu het Financial District ligt, lag vroeger de Nederlandse koloniale stad Nieuw-Amsterdam. In 1624 richtten enkele protestante Waalse families een nederzetting op Manhattan. Kort daarna kwamen andere Duitse, Nederlandse en Britse families naar de nederzetting, en in 1625 kwam de West-Indische Compagnie de nederzetting beschermen.
In 1626 werd de naam Nieuw-Amsterdam officieel, nadat Peter Minuit het gebied van de indianen kocht. In 1653 werd er een muur om de stad heen gebouwd, en de straat die er naast lag, werd Wall Street (Walstraat) genoemd. Tegen 1664 woonden er 2500 personen in de nederzetting. Ook werd in 1664 werd Nieuw-Amsterdam door de Britten veroverd, en noemde de nederzetting New York.

### 19e en 20e eeuw
Eind 19e eeuw, begin 20e eeuw werden de eerste wolkenkrabbers in het Financial Center gebouwd. New York, was naast Chicago de enige stad die in die tijd wolkenkrabbers bouwden. De eerste wolkenkrabber van New York was de Tower Building, aan 50 Broadway. Het gebouw was 11 verdiepingen hoog en één jaar later werd de New York World Building geopend, die 20 verdiepingen hoog was.
Op 16 september 1920 vond er een grote bomaanslag plaats op de hoek van Wall Street en Broad Street. Een paard en wagen met 45 kg dynamiet en 230 kg verzwaard ijzer aan boord, werd om 12.02 voor de bank van JPMorgan tot ontploffing gebracht. De paard en wagen werden aan stukken gereten, en er vielen 38 doden en 143 zwaargewonden. Mogelijk hebben Italiaanse anarchisten de aanslag gepleegd.
In de 20e eeuw was het Financial Center enkel een commercieel gebied, vol banken en beurzen en was 's avonds en 's weekends geheel uitgestorven. Later, toen er ook uit omliggende steden en wijken werknemers kwamen, was er 's avonds weer wat leven, doordat de werknemers langer bleven en gezamenlijk naar huis gingen.
In 1966 begon de bouw van het World Trade Center, ter gentrificatie van Lower Manhattan. De bouw verliep niet geheel vlekkeloos, zo vonden er meerdere protesten en stakingen plaats. Uiteindelijk is het complex in 1975 opgeleverd.

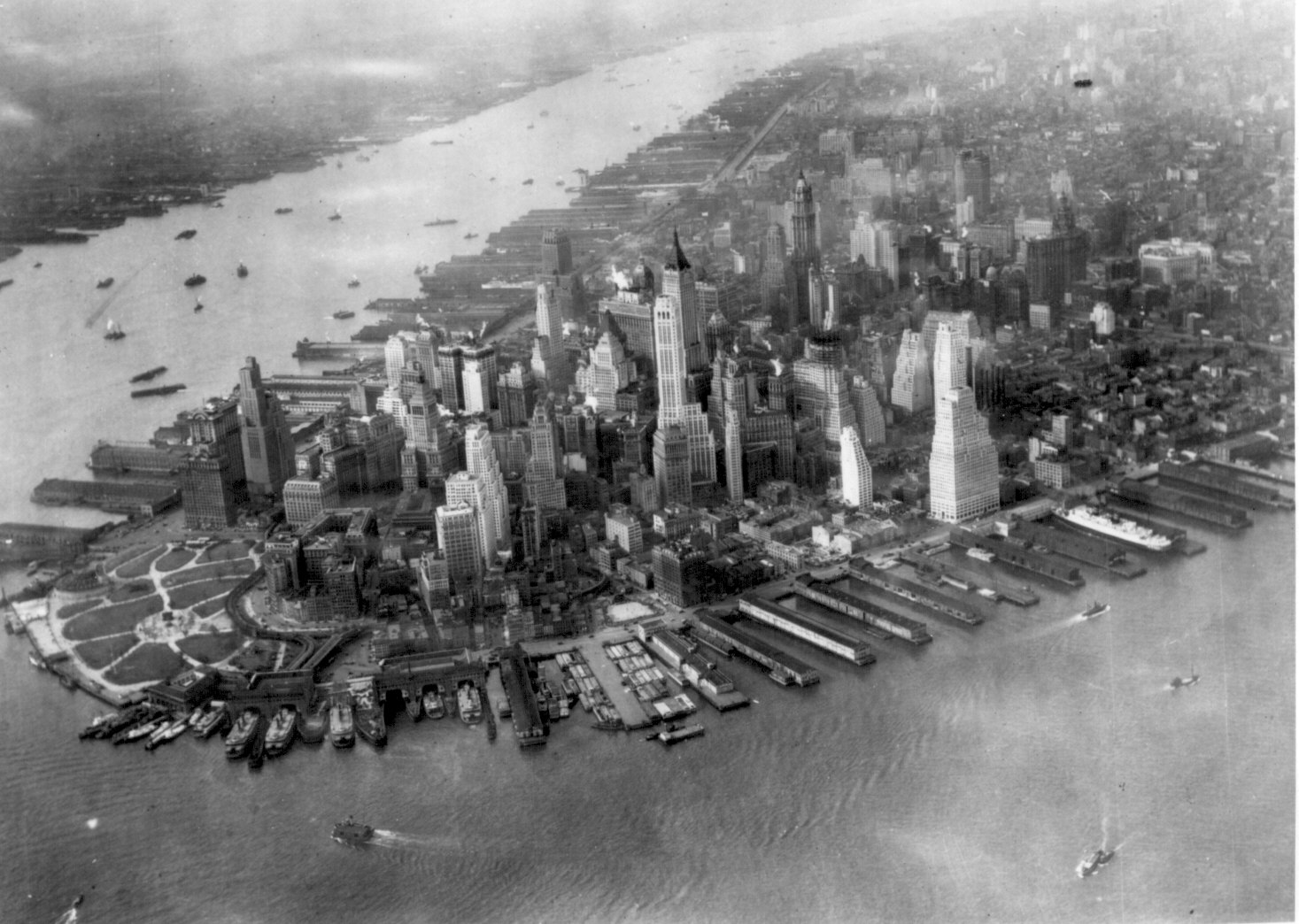
Het Financial District in 1931

In 1987 viel de beurs. In het Financial District raakten zo'n 100.000 werknemers hun baan kwijt. Veel banken en makelaars verhuisden naar goedkopere locaties, wat er voor zorgde dat een groot aantal kantoren leeg kwam te staan.
In 1970 woonden er maar zo'n 833 mensen in het zuiden van Manhattan, tegen 1990 was dit aantal uitgeroeid naar de 13.782 inwoners. Nieuwe gebieden zoals Battery Park City en de Southbridge Towers raakten in trek bij mensen. Vanaf 1995 werden steeds meer (leegstaande) gebouwen omgebouwd tot huizen. In 2001 was het Financial District een volwaardige wijk geworden, met meerdere supermarkten, wasserettes, basisscholen en een hoge school.

### 21e eeuw
In de nasleep van de instorting van het oude World Trade Center in New York als gevolg van de aanslagen op 11 september 2001 maakte de wijk een ongekend hoog aantal vastgoedontwikkelingen door. Zo werd er op de plaats van het oude WTC een monument gebouwd, en verrees er een nieuwe, 541 m hoge WTC. Verder werden er twee nieuwe treinstations geopend, om de wijk toegankelijker en meer bereikbaarder te maken. Het eerste station, Fulton Center, werd in 2014 geopend en is een halte voor de metro's 2, 3, 4, 5, A, C, E, J, N, R, W en Z. Het tweede station, de World Trade Center Transportation Hub, opende zijn deuren in 2016 en is een halte voor de NWK-WTC en de HWK-WTC routes van de Port Authority Trans-Hudson. Ook werden er steeds meer leegstaande panden omgebouwd tot woonhuizen of er werden nieuwe huizen gebouwd. Tegen 2010 woonden er zo'n 55.000 inwoners in het Financial District, waardoor de wijk een volwaardige residentiële buurt was geworden.

## Demografie
Het Financial District is onderdeel van Battery Park City-Lower Manhattan. Na de volkstelling van 2020 bedroeg de totale demografie van het gebied 52.992 inwoners, een toename van 33,5% van de 39.699 inwoners in 2010. Wat betreft etniciteit van de inwoners in de buurt is 61,4% blank, 8,9% Hispanic, 20,4% Aziatisch, 3,4 Afro-Amerikaans, 5,1% heeft meerdere etniciteiten en 0,9% van overige rassen.
Volgens de NYC Health Community Health Profile uit 2018 had het Manhattan Community Board 1 (waar het Finanial District onderdeel van is) een gemiddelde levensverwachting van 85,8 jaar. Dit is 4,6 jaar hoger dan het gemiddelde van New York City.
De mediaan van het gezinsinkomen in de Manhattan Community districten 1 en 2 (inclusief Greenwich Village en SoHo) was $ 144.878 voor 2017, hoewel het gemiddelde inkomen in het Financial District $ 125.565 bedroeg. In 2018 leefde naar schatting 9% van de inwoners van Lower Manhattan in armoede, tegenover 14% in Manhattan en 20% in New York. 4% is werkloos, vergeleken met 7% in Manhattan en 9% in New York.
16% van de inwoners van Lower Manhattan rookt, wat hoger is dan het gemiddelde van NYC, wat maar 14% is. 4% van de inwoners leidt daat obesitas, 3% heeft diabetes en 15% leidt aan een hoge bloeddruk. Deze cijfers zijn lager dan het stadsgemiddelde, waardoor de wijk een van de gezondste is.
88% van de inwoners van omschrijven hun gezondheid als 'goed', 'zeer goed' of 'geweldig'. 96% van de inwoners geeft aan dat hij/zij elke dag groente en fruit eet. Voor elke supermarkt in de buurt, zijn er zes gemakswinkels te vinden.

## Topografie
Vrijwel het hele gebied ten zuiden van het City Hall Park is het Financial District (uitgezonderd The Battery en Battery Park City). De grens van de wijk loopt langs de West Side Highway in het westen, Chambers Street en City Hall Park in het noorden, Brooklyn Bridge in het noordoosten, East River in het zuidoosten en de South Ferry en The Battery in het zuiden. Het voormalige World Trade Center bevond zich in de wijk, tot en met 11 september 2001.

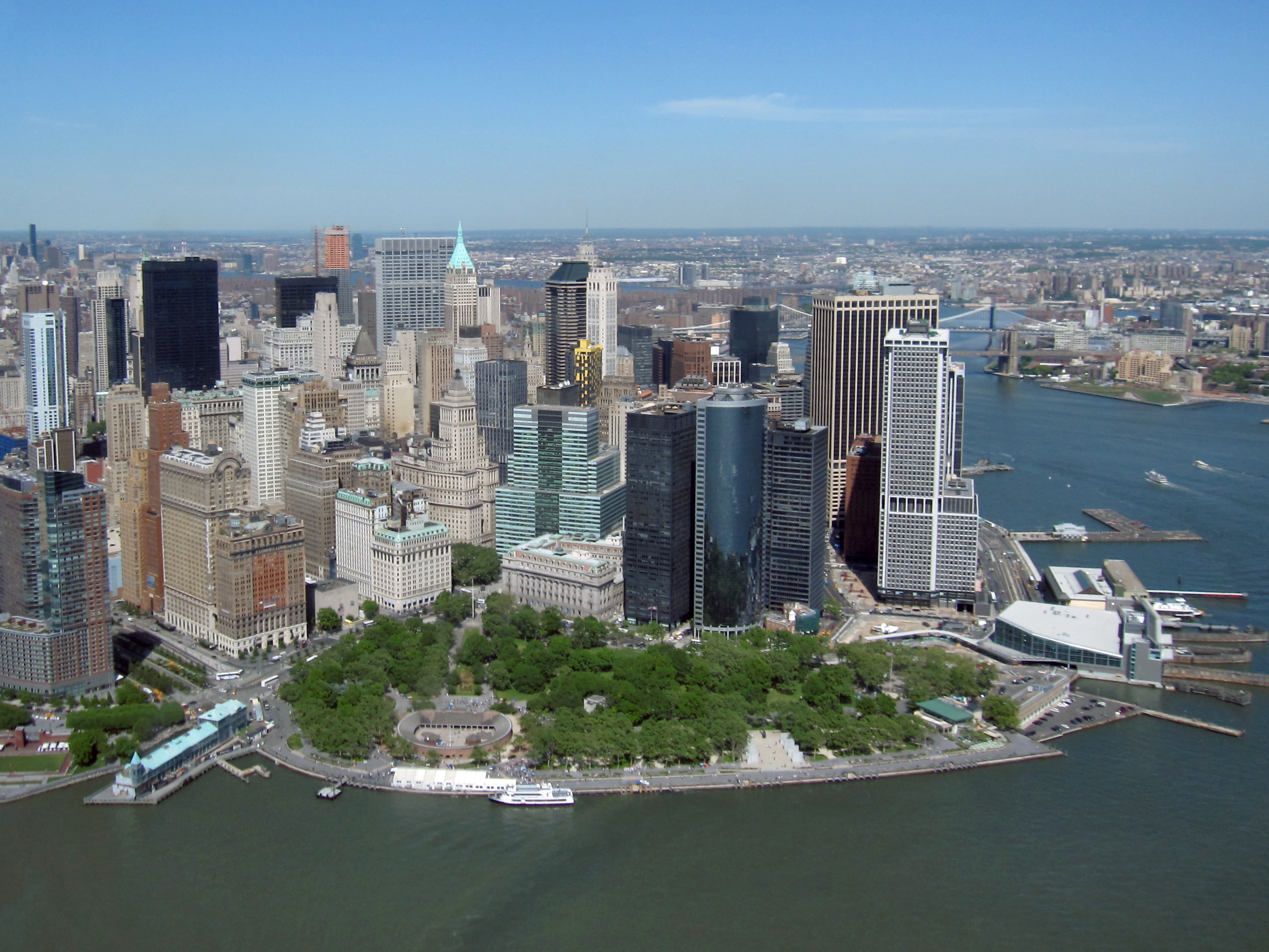
Het Financial District gezien vanuit de lucht

Het hart van de wijk bevindt zich op de kruising van Wall Street en Broad Street. Het noordoostelijke deel van het Financial District (langs Fulton Street en John Street) stond in het begin van de 20e eeuw bekend als het Insurance District, vanwege het grote aantal verzekeringsmaatschappijen dat daar hun hoofdkantoor had.
De wijk is onderdeel van het Manhattan Community Board 1, samen met Battery Park City, Civic Center, Greenwich South, South Street Seaport en TriBeCa. De postcodes van de wijk zijn 10004, 10005, 10006, 10007 en 10038. Tevens heeft de wijk ook de volgende postcodes: 10045, 10271 en 10279. Deze postcodegebieden zijn er klein, en bevatten maar een blok.
Het stratenplan van het Financial District dateert van voor het Commissioners' Plan van 1811 Dit is ook duidelijk te merken, doordat de straten erg smal zijn (vrijwel alle straten zijn eenrichtingsverkeer, enkele straten zijn autovrij), en de straten niet in een gridsysteem loodrecht op elkaar liggen, zoals in de rest van Manhattan.

## Educatie
86% van de inwoners die 25 jaar of ouder zijn, hebben een opleiding op de universiteit gehad. Dit is veel hoger dan het gemiddelde van New York City, dat maar 64% is. Verder heeft 12% een hogeschool opleiding gehad en 4% heeft alleen maar een middelbare school opleiding gehad. 96% van de leerlingen die op een hogeschool hebben gezeten, hebben hun opleiding binnen vier jaar kunnen doen, ook dit is hoger dan het gemiddelde van New York City, dat 75% heeft.
Het aantal spijbelaars/schoolmissers dat meer dan 20 dagen school miste is maar 6%, terwijl het gemiddelde van NYC 20% is.

### Scholen
Alle scholen in New York City worden bestuurd door het New York City Department of Education. In het Financial District bevinden zich de volgende openbare scholen:
- Urban Assembly School of Business for Young Women (grades 9 t/m 12 - klas 3 t/m 6 in Nederland)
- Spruce Street School (Pre-Kindergarten t/m grade 8 - kleuterschool, groep 1 t/m 8 & klas 1 en 2 in Nederland)
- Millennium High School (graden 9 t/m 12 - klas 3 t/m 6 in Nederland)
- Leadership and Public Service High School (grades 9 t/m 12 - klas 3 t/m 6 in Nederland)
- Manhattan Academy for Arts and Languages (grades 9-12 - klas 3 t/m 6 in Nederland)
- High School of Economics and Finance (grades 9-12 - klas 3 t/m 6 in Nederland)

### Bibliotheken
De New York Public Library heeft twee filialen die zich in de omgeving van het Financial District bevinden. De eerste, de New Amsterdam Library, bevindt zich op 9 Murray Street dichtbij Broadway. De bibliotheek werd in 1989 geopend en opgericht voor de nieuwe inwoners van het Financial District. Het tweede filiaal, de Battery Park City Library, bevindt zich op 175 North End Avenue. De bibliotheek is 930 vierkante meter groot, en telt twee verdiepingen. De bibliotheek heeft ongeveer 23.000 items.

## Veiligheid
Het Financial District en de rest van Lower Manhattan, worden gepatrouilleerd door het eerste precinct (patrouillegebied) van de NYPD. Hoewel het aantal misdaden laag is in vergelijking met andere wijken, ligt ook het inwoneraantal veel lager. Per week vinden er ongeveer 2 overvallen, 6 gewapende bedreigingen, 5 inbraken, 26 diefstallen, 4 carjackings, 2 zwartrijders, 80 kleinschalige diefstallen, 11 mishandelingen, 3 seksuele incidenten, 0 moorden, 0 verkrachtingen, 0 schietpartijen en 0 hatecrimes plaats. Dit zijn 139 misdrijven, ten opzichte van 1059 misdrijven in het zuiden van Manhattan.
De FDNY heeft drie kazernes in de wijk:
- Engine Company 4/Ladder Company 15/Decon Unit – 42 South Street
- Engine Company 6 – 49 Beekman Street
- Engine Company 10/Ladder Company 10 – 124 Liberty Street

Het dichtstbijzijnde ziekenhuis is het NewYork-Presbyterian Lower Manhattan Hospital in Civic Center.

## Transport
De volgende metrostations van de metro van New York bevinden zich in het Financial District:
| Station                                                        | Lijnnummer(s) | Spoorlijn                                                                                             |
| -------------------------------------------------------------- | --- | --- |
| Bowling Green                                                  | NYCS-bull-trans-4-Std · NYCS-bull-trans-5-Std | IRT Lexington Avenue Line                                                                             |
| Wall Street                                                    | NYCS-bull-trans-4-Std · NYCS-bull-trans-5-Std | IRT Lexington Avenue Line                                                                             |
| Broad Street                                                   | NYCS-bull-trans-J-Std · NYCS-bull-trans-Z-Std | BMT Nassau Street Line                                                                                |
| Chambers Street/World Trade Center-Park Place/Cortlandt Street | NYCS-bull-trans-2-Std · NYCS-bull-trans-3-Std · NYCS-bull-trans-A-Std · NYCS-bull-trans-C-Std · NYCS-bull-trans-E-Std · NYCS-bull-trans-R-Std · NYCS-bull-trans-W-Std · NYCS-bull-trans-N-Std | IRT Broadway-Seventh Avenue LineIND Eighth Avenue LineBMT Broadway Line                               |
| City Hall                                                      | NYCS-bull-trans-N-Std · NYCS-bull-trans-R-Std · NYCS-bull-trans-W-Std | BMT Broadway Line                                                                                     |
| Rector Street                                                  | NYCS-bull-trans-N-Std · NYCS-bull-trans-R-Std · NYCS-bull-trans-W-Std | BMT Broadway Line                                                                                     |
| Fulton Street                                                  | NYCS-bull-trans-2-Std · NYCS-bull-trans-3-Std · NYCS-bull-trans-4-Std · NYCS-bull-trans-5-Std · NYCS-bull-trans-A-Std · NYCS-bull-trans-C-Std · NYCS-bull-trans-J-Std · NYCS-bull-trans-Z-Std | IND Eighth Avenue LineIRT Lexington Avenue LineBMT Nassau Street LineIRT Broadway-Seventh Avenue Line |
| Rector Street                                                  | NYCS-bull-trans-1-Std | IRT Broadway-Seventh Avenue Line                                                                      |
| WTC Cortlandt                                                  | NYCS-bull-trans-1-Std | IRT Broadway-Seventh Avenue Line                                                                      |
| South Ferry-Whitehall Street                                   | NYCS-bull-trans-1-Std · NYCS-bull-trans-N-Std · NYCS-bull-trans-R-Std · NYCS-bull-trans-W-Std                                                                                                 | IRT Broadway-Seventh Avenue LineBMT Broadway Line                                                     |

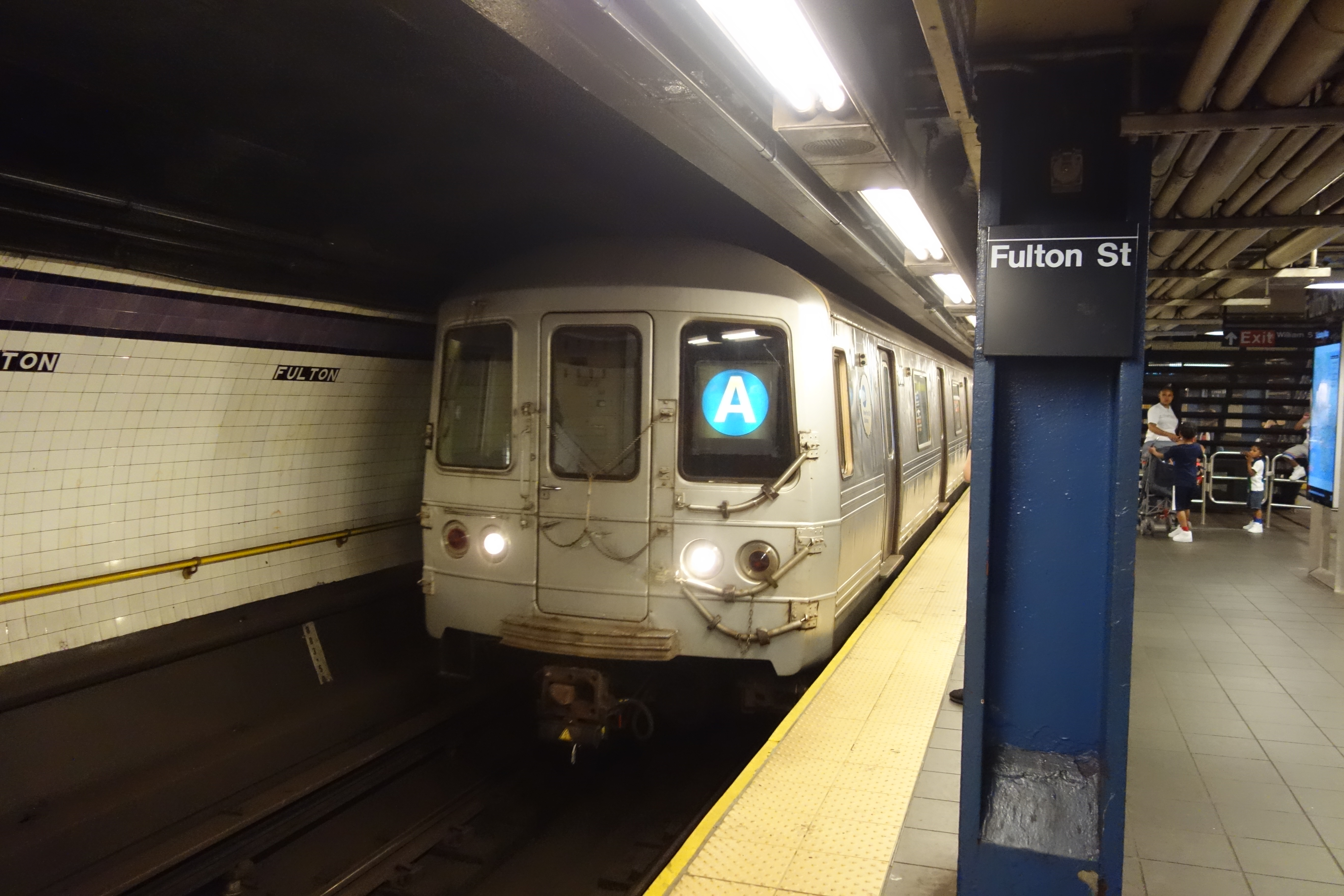
Metro "A" rijdt het Fulton Street Station binnen.

Daarnaast rijden de Newark–World Trade Center en de Hoboken-World Trade Center lijnen van de Port Authority Trans-Hudson naar het World Trade Center Transportation Hub in het Financial District.
Verder verzorgt de MTA Regional Bus Operations verschillende expres-buslijnen door het Financial District; De M15, M15 SBS, M20, M55 en M103 rijden tussen het noorden en zuiden van Manhattan, hebben hun eindstation in het Financial District, en de M9 en M22 rijden west-oost door Manhattan en doen daarbij het Financial District aan. De Lower Manhattan Development Corporation startte in 2003 met een gratis pendelbus, die dagelijks rondjes door het Financial District rijdt.